# 현양성교론
《현양성교론(顯揚聖敎論)》(산스크리트어: Prakaranāryavācā-śāstra, T.1602)는 미륵보살과 함께 인도불교의 유식학(唯識學) 총 3기 중 제1기의 논사인 무착(無着: 300?~390?)이 지은 논서로, 당(唐)의 현장(玄奘: 602~664)의 한역본이 있다.
별칭으로 《광포중의론(廣苞衆義論)》 또는 《총포중의론(總苞衆義論)》이라고도 하며, 약칭하여 《현양론(顯揚論)》 또는 《성교론(聖敎論)》이라고도 한다.
《현양성교론》 제1권의 귀경게에 따르면, 무착은 미륵보살에게서 《유가사지론(瑜伽師地論)》을 듣고 그 성스러운 가르침[聖敎]을 보다 알기 쉽게 함으로써 그것을 현양(顯揚)하고자  《유가사지론》의 요점을 간추려서 논서를 지었다고 말하고 있다. 이와 같이 논의 서두에서 무착이 밝힌 바대로, 현대의 학자들은 《현양성교론》이  《유가사지론》의 요점을 간추린 유식학의 개론서 또는 개요서에 해당한다고 보고 있다.
현장의 《유가사지론》 한역본은 총 100권으로 이루어져 있다. 이에 비해 현장의 《현양성교론》 한역본은 총 20권 11품으로 구성되어 있으며, 유식의 법상(法相) · 아뢰야식설 · 3성설(三性說) 등을 해설하고 있다. 한편, 《현양성교론》은  법상종(法相宗)의 소의 논서인 11론(十一論) 가운데 하나이다.

## 같이 보기
- 현양성교론
  - 마음작용 (현양성교론)
  - 심불상응행법 (현양성교론)
- 대승아비달마집론
  - 마음작용 (대승아비달마집론·잡집론)
  - 심불상응행법 (대승아비달마집론·잡집론)

## 참고 문헌
- 고려대장경연구소 (K0571 (T.1602)). 《현양성교론 해제》. 2013년 1월 13일에 확인. |title=에 외부 링크가 있음 (도움말)
- 무착 지음, 현장 한역 (K.571, T.1602). 《현양성교론》. 한글대장경 검색시스템 - 전자불전연구소 / 동국역경원. K.571(16-1), T.1602(31-480). |title=에 외부 링크가 있음 (도움말)
- 운허.  동국역경원 편집, 편집. 《불교 사전》. |title=에 외부 링크가 있음 (도움말)
- 황욱 (1999). 《무착[Asaṅga]의 유식학설 연구》. 동국대학원 불교학과 박사학위논문.
- (중국어) 무착 조, 현장 한역 (T.1602). 《현양성교론(顯揚聖教論)》. 대정신수대장경. T31, No. 1602, CBETA. |title=에 외부 링크가 있음 (도움말)
- (중국어) 星雲. 《佛光大辭典(불광대사전)》 3판. |title=에 외부 링크가 있음 (도움말)